# 纺织导报
《纺织导报》创刊于1982年，是中国大陆工程科技类月刊，编辑部位于北京市。此刊物由中国纺织信息中心主办。
《纺织导报》在2018年被中华人民共和国国家新闻出版广电总局新闻报刊司评为2017年全国“百强报刊”。